# Wassila Redouane-Saïd-Guerni
Wassila Redouane-Saïd-Guerni (arabe : وسيلة رضوان سعيد القرني), née le 28 septembre 1980, est une escrimeuse franco-algérienne pratiquant le fleuret. Elle devient par la suite maître d'arme[réf. souhaitée].

## Biographie
Wassila Rédouane se marie en 2000 avec l'athlète Djabir Saïd-Guerni, avec lequel elle divorcera par la suite.
Elle participe sous les couleurs de l'Algérie au tournoi individuel de fleuret des Jeux olympiques d'été de 2000 à Sydney ; elle est éliminée dès le premier tour.
Wassila Rédouane remporte la médaille d'argent de fleuret individuel aux championnats d'Afrique 2001 au Caire  et aux championnats d'Afrique 2003 à Dakar puis est sacrée championne de France de fleuret individuel en 2003.
Wassila Rédouane remporte la médaille d'or de fleuret individuel aux championnats d'Afrique 2004 à Tunis ; elle est cette année-là éliminée au premier tour des Jeux olympiques d'été de 2004 à Athènes.
Elle obtient une médaille d'argent en fleuret par équipes aux championnats d'Afrique 2016 à Alger.

## Palmarès
Championnats d'Afrique d'escrime
- Médaille d'argent en  en fleuret individuel en 2001
- Médaille d'argent en fleuret par équipes en  2001
- Médaille d'argent en  en fleuret individuel en  2003
- Médaille d'or  en  en fleuret individuel en 2004
- Médaille de bronze en fleuret par équipes en 2004
- Médaille d'argent en fleuret par équipes en 2016

Jeux panarabes
- Médaille d'or en fleuret individuel en 1997
- Médaille de bronze en épée individuel en 1997
- Médaille d'or en fleuret individuel en 1999

Championnats de France d'escrime
- Médaille d'or en fleuret individuel en 2003
- Médaille d'or en fleuret par équipes en 2005 [8]
- Médaille de bronze en fleuret par équipes en 2014